# Oncometopia rubescens
Oncometopia rubescens är en insektsart som beskrevs av Fowler 1899. Oncometopia rubescens ingår i släktet Oncometopia och familjen dvärgstritar. Inga underarter finns listade i Catalogue of Life.